# Phare de Seguin Island
Le phare de Seguin Island (en anglais : Seguin Island Light) est un phare actif situé sur Seguin Island (ceb), au sud de l'embouchure de la rivière Kennebec dans le comté de Sagadahoc (État du Maine).
Il est inscrit au Registre national des lieux historiques depuis le 8 mars 1977 .

## Histoire
L'île Seguin est une île de 26 hectares située à environ deux milles marins au sud de Fort Popham (en), dans l'extrême sud de Phippsburg, dans le golfe du Maine.
Fondé en 1795, le phare est le deuxième plus ancien phare côtier du Maine et le seul phare de l'État à abriter une lentille de Fresnel de premier ordre. Le phare a été créé en 1795 en réponse à une requête des autorités du Massachusetts (le Maine faisant alors partie du Massachusetts). La première tour était une structure à ossature de bois achevée en 1797. Elle fut remplacée en 1820 par une tour en pierre, remplacée par la tour actuelle en 1857. La plupart des structures existantes sur l'île datent également de la période de construction de 1857.
Le phare actuel est la plus haute des phares de l'État. Il se trouve au point culminant de l'île et comprend le phare lui-même en granit, la maison du gardien en brique, le bâtiment de signalisation du brouillard en brique, une petite cabane à carburant en brique et un petit tramway permettant d'acheminer des fournitures du rivage au site. Le tramway est constitué de rails en bois montés sur des pieux en bois.
Automatisés en 1985, les bâtiments du phare sont maintenant exploités en tant que musée par un organisme à but non lucratif et sont ouverts au public de manière saisonnière par le biais d'un ferry assurant des liaisons régulières à partir de Popham Beach, à Phippsburg. La tour est visitable tous les jours de fin mai à début septembre. Le site est géré pat l'association Friends of Seguin Island Lighthouse.

## Description
Le phare  est une tour cylindrique en bloc de granit, avec une galerie et une lanterne de 16 m de haut. La tour est peinte en blanc et la lanterne est noire. Il émet, à une hauteur focale de 55 m, un feu continu blanc. Sa portée est de 18 milles nautiques (environ 33 km).
Il est aussi équipé d'une corne de brume émettant deux blasts par période de 20 secondes.
Identifiant : ARLHS : USA-746 ; USCG : 1-0035 - Amirauté : J0146 .
|               |
| Seguin Island |

### Lien connexe
- Liste des phares du Maine